# Consonne spirante palatale voisée nasale
La consonne spirante (ou approximante) palatale voisée nasale est un type de son consonantique utilisé dans certaines langues orales. Le symbole qui le représente dans l'alphabet phonétique international est ‹ j̃ ›, c'est-à-dire un j avec un tilde. Le symbole équivalent est j~ dans X-SAMPA et ‹ ỹ › dans la transcription phonétique américaniste.
La spirante palatale nasale est parfois appelée yod nasal ; [j̃] et [w̃] peuvent être appelé « glissement nasal » ou « glide nasal ».

## Voir également
- Mode d'articulation
- Point d'articulation